# 新南陽駅
新南陽駅（しんなんようえき）は、山口県周南市清水二丁目にある、西日本旅客鉄道（JR西日本）・日本貨物鉄道（JR貨物）山陽本線の駅。

## 歴史
- 1926年（大正15年）4月18日：鉄道省山陽本線徳山駅 - 福川駅間に周防富田駅（すおうとんだえき）として新設開業[2]。旅客・貨物の取扱を開始[2]。
- 1947年（昭和22年）12月5日：昭和天皇の戦後巡幸。三田尻駅 - 周防富田駅間にお召し列車が運行[3]。
- 1976年（昭和51年）4月8日：駅舎改築[4]。
- 1980年（昭和55年）10月1日：新南陽駅（しんなんようえき）に改称[2]。自動化ヤードとして整備された貨車操車場が完成し、全面稼働[5]。
- 1985年（昭和60年）3月14日：荷物扱い廃止[2]。
- 1986年（昭和61年）11月1日：着発線荷役方式使用開始[6]。
- 1987年（昭和62年）4月1日：国鉄分割民営化により、西日本旅客鉄道（JR西日本）・日本貨物鉄道（JR貨物）の駅となる[2]。
- 1996年（平成8年）
  - 6月1日：日本貨物鉄道への駅業務委託を解消し、ジェイアール西日本広島メンテックへの業務委託駅（JR西日本による暫定直営駅扱い）となる[7]。
  - 10月31日：自動化ヤード休止[5][8]。
  - 11月13日：みどりの窓口営業開始（柳井港駅からの移転扱い）[9]。
- 1997年（平成9年）3月：JR貨物の新南陽駅と徳山貨車区等を統合し、新南陽総合鉄道部を設置[10]。
- 2004年（平成16年）10月：窓口閉鎖時間帯が設けられる。
- 2022年（令和4年）
  - 3月：2021年（令和3年）3月以降この頃までにJR貨物新南陽総合鉄道部を解消[注 1]。
  - 9月30日：この日をもってみどりの窓口の営業を終了[12]。
  - 10月1日：無人駅となる[12]。
- 2023年（令和5年）4月1日：ICカード「ICOCA」の利用が可能となる[13][14]。

## 駅構造
島式ホーム1面2線を有する地上駅。駅舎とホームは跨線橋で連絡している。

### のりば
| のりば | 路線      | 方向 | 行先                   |
| ------ | --------- | ---- | ---------------------- |
| 2      | ■山陽本線 | 上り | 徳山・岩国方面         |
| 3      | ■山陽本線 | 下り | 防府・新山口・下関方面 |

### 周防富田駅時代
2面3線のホームを有していたが、現駅名に変更後配線が変更され、単式ホーム1番のりばは廃止され欠番となった。その場所は貨物列車用側線（運転取扱上は3番線）となっており、旅客ホームとしては使用されない。
岩徳線列車が1日2本当駅まで乗入れていた。

## 貨物駅

### 取扱貨物
- コンテナ貨物 - 12 ftコンテナ、20 ft・30 ft大型コンテナ、20 ftISO規格海上コンテナを取り扱う。
- 車扱貨物 - 営業設定のみで列車の設定は無い。
- 産業廃棄物・特別産業廃棄物の取扱許可を得ている。

### 駅構造
本線北側に、1面のコンテナホーム、着発線荷役方式（E&S方式）を採用した1本の着発荷役線、1本の荷役線、その他数本の仕分線、留置線を有する。本線南側には貨車操車場が広がる。
着発荷役線・コンテナホーム等は上り本線の外側に位置しているため、上り貨物列車は着発荷役線に直接入線して荷役を行うが、下り貨物列車は荷役線への入換作業を要し、この作業のために岡山機関区のHD300形ハイブリッド機関車が常駐している。
災害等による山陽本線不通時のトラック代行輸送との継送能力を強化するため、2022年度（令和4年度）から国庫補助による構内改良事業（コンテナホーム拡幅、代行輸送用トラック駐車場整備等）が開始され、2030年度（令和8年度）中の完成を計画している（後述）。

### 輸送障害時の対応拠点機能
JR貨物の主要路線のうち、東北・関東・中部地方においては、太平洋側と日本海側等の複数の路線があり、災害等による輸送障害時に迂回ルートを設定することができるが、近畿・中国地方においては山陽線のみの単一路線しかなく、迂回ルートの設定が困難であり、実際の災害等による不通の発生時には、迅速に代替輸送手段を確保できず、輸送障害が長期化していた。異常気象の影響等から自然災害の頻度や規模は増加・増大しており、輸送障害の頻発や長期化は、鉄道貨物の安定性に対する信頼を低下させ、荷主の逸走にもつながった。荷主の確保を図りJR貨物の経営基盤を確立する上では、災害等による輸送障害を極力抑制することが不可欠であり、鉄道による迂回輸送が困難な山陽線では、トラックや海運による代行輸送能力を強化して解決を図ることとされ、当駅がその拠点として整備されることとなった。
具体的には、当駅のコンテナホームの拡張等による取扱能力の強化・操車場跡地への待機用駐車場整備による代行輸送トラック便発着能力の強化のほか、輸送経路となる周辺道路の通行規制緩和・特殊車両通行許可の迅速化、最寄港湾である徳山下松港晴海ふ頭の使用許可手続等の迅速化等の対応がとられることとなり、JR貨物のみならず、国土交通省や関係地方公共団体、利用運送事業者、荷主、JR西日本によるBCP策定の検討会が構成され、対応策が取りまとめられた。JR貨物の2024-2026年度中期経営計画及び2024年度事業計画にも盛り込まれている。

### 専用線
当駅南側に広がる側線群の西端から南側に分岐し東ソー株式会社南陽事業所へ至る専用線が存在した。かつてはタンク車による化学薬品輸送が行われていたが、その後タンクコンテナによる輸送となった。過去にはセメントも取り扱っていた。この専用線は、2007年4月27日をもって使用が停止された。
また、上記の東ソー専用線から分岐し日本ポリウレタン工業株式会社南陽工場や信越化学工業株式会社の工場（現・信越ポリマー株式会社南陽工場）へ至る専用線や、当駅東側から分岐し駅南東の徳山曹達株式会社（現・株式会社トクヤマ徳山工場）（昭和19年10月開通）へ至る専用線もあったが、いずれも廃止された。

### 操車場
当駅の付属設備として、徳山操車場（後の新南陽操車場）が存在していた。1980年（昭和55年）10月からはコンピューターを導入したリニアモーターカー式ハンプヤードとなる。1984年（昭和59年）2月1日のヤード経由方式貨物輸送の廃止後も、大竹駅 - 防府貨物駅間の複数駅で車扱が残った（特に徳山・新南陽接続専用線扱のタンク車が非常に多かった）ことと、宇部線や山口線方面への継走貨車の存在などから専用貨物列車の仕分作業が複雑で、組成作業を代行できる臨海鉄道も附近になかったことから機能が残され、使用休止は車扱列車が減少した1996年（平成8年）10月31日のことであった。

### 1985年時の常備貨車
- 西井所有
  - タキ7750形（カセイソーダ液専用）2両
- 多木化学所有
  - タキ5050形（塩酸専用）1両
- 田中藍所有
  - タキ2800形（カセイソーダ液専用）1両
  - タキ7750形（カセイソーダ液専用）1両
- 東洋曹達所有
  - タキ1400形（カセイソーダ液専用）1両
  - タキ2600形（カセイソーダ液専用）3両
  - タキ2800形（カセイソーダ液専用）14両
  - タキ7750形（カセイソーダ液専用）13両
  - タキ11850形（塩化第二鉄専用）1両
  - タム9400形（塩酸専用）4両
  - タキ5000形（塩酸専用）3両
  - タキ5050形（塩酸専用）1両
  - タム8200形（リン酸専用）2両
  - タキ1250形（リン酸専用）1両
  - タム8700形（塩化パラフィン専用）1両
  - タム9500形（塩化パラフィン専用）2両
  - タキ21800形（トリクロロエタン専用）2両
  - タキ5800形（液化塩化ビニル専用）1両
  - タム8500形（液化塩素専用）3両
  - タキ5450形（液化塩素（航送用）専用）5両
  - タキ5450形（液化塩素専用）5両
- 徳山石油化学所有
  - タキ3700形（酢酸専用）6両
  - タサ4300形（酢酸エチル専用）5両
  - タサ4500形（酢酸ビニル専用）2両
  - タキ8700形（酢酸ビニル専用）3両
- 徳山曹達所有
  - タキ1400形（カセイソーダ液専用）12両
  - タキ2600形（カセイソーダ液専用）1両
  - タキ2800形（カセイソーダ液専用）12両
  - タキ7750形（カセイソーダ液専用）9両
  - タキ5050形（塩酸専用）5両
  - タキ5450形（液化塩素専用）19両
  - タキ5450形（液化塩素（航送用）専用）23両
  - タキ16500形（プロピレンオキサイド専用）4両
  - タキ7850形（塩化カルシウム液専用）1両
  - タキ9000形（クロロホルム専用）2両
- 日本ポリウレタン工業所有
  - タキ17600形（金属ナトリウム専用）5両
  - タキ19600形（TDI専用）2両
- 保土谷化学工業所有
  - タキ21300形（塩素酸ソーダ液専用）1両
  - タキ21350形（塩素酸ソーダ液専用）8両

「昭和60年版私有貨車番号表」『トワイライトゾーンMANUAL13』ネコ・パブリッシング、2004年

## 利用状況
1日平均乗車人員は以下の通り。
| 乗車人員推移 | 乗車人員推移 |
| 年度         | 1日平均人数  |
| ------------ | ------------ |
| 1999         | 1,124        |
| 2000         | 1,084        |
| 2001         | 1,057        |
| 2002         | 1,048        |
| 2003         | 1,068        |
| 2004         | 1,075        |
| 2005         | 1,082        |
| 2006         | 1,109        |
| 2007         | 1,166        |
| 2008         | 1,237        |
| 2009         | 1,197        |
| 2010         | 1,185        |
| 2011         | 1,204        |
| 2012         | 1,226        |
| 2013         | 1,232        |
| 2014         | 1,202        |
| 2015         | 1,238        |
| 2016         | 1,241        |
| 2017         | 1,270        |
| 2018         | 1,295        |
| 2019         | 1,302        |
| 2020         | 1,109        |
| 2021         | 1,077        |
| 2022         | 1,134        |

## 駅周辺
- 永源山公園（ゆめ風車）
- ゆめタウン新南陽
- イオンタウン周南
- フジ新南陽店
- アルク 新南陽店
- スーパーセンタートライアル周南店
- 東ソー生協本店
- 周南市新南陽公民館
- 周南市新南陽体育館
- 周南市社会文化ホール
- 周南市新南陽総合福祉センター
- 政所商店街
- 周南市立新南陽市民病院
- 佐川急便周南支店
- 山口県立新南陽高等学校
- 永源山公園
- 周南警察署周南西幹部交番（旧新南陽警察署）
- 周南警察署富田警察官連絡所（旧新南陽警察署富田交番）
- 山口銀行富田支店
- 西京銀行富田支店
- 東山口信用金庫富田支店
- 山口県農業協同組合新南陽支所
- 新南陽政所郵便局
- 新南陽商工会議所

毎年8月には駅前のロータリーに大規模なステージを設け、そこを中心としてサンフェスタしんなんよう（夏祭り）が開かれる。2019年で第45回を数え、来客8万人超。この夏祭りの最後に永源山公園から多数の打ち上げ花火が上がり、夏の風物詩となっている。

## バス路線
「新南陽駅前」停留所にて、防長交通による以下の路線が発着する。
- 61・160・160（B）・160（C）：徳山駅前 / 鹿野車庫・コアプラザかの
- 62・160・160（B）・160（C）：徳山駅前 / 奥四熊
- 69・160：徳山駅前 / 間上
- 71・150：徳山駅前 / 長田海浜公園
- 81・150：徳山駅前 / イオンタウン周南久米 / 粭島 / 戸田駅前
- 82・150：徳山駅前 / 防府駅前
- 83・150：徳山駅前 / 湯野温泉
- 84・150：徳山駅前 / 柚木河内
- 91・150：徳山駅前 / 高瀬
- 92・93・150：徳山駅前 / 堀

## 隣の駅
西日本旅客鉄道（JR西日本）
■山陽本線
徳山駅 - 新南陽駅 - 福川駅